# Federació Catalana de Coloms Missatgers
La Federació Catalana de Coloms Missatgers  és l'organisme rector de la pràctica dels coloms missatgers a Catalunya. Forma part de la Unió de Federacions Esportives de Catalunya.

## Història
Tot i que els coloms missatgers existeixen des de les més antigues civilitzacions, l'activitat esportiva reglamentada de la columbofília no va tenir lloc fins al segle xix, encara que sempre molt lligada a l'activitat militar. A Catalunya i Espanya el tret de sortida el va donar la fundació, el 1890, de la Societat Columbòfila de Catalunya 18 anys després que el publicista Nil Maria Fabra importés vint-i-quatre parelles de coloms missatgers des de Bèlgica i instal·lés el primer colomar a Barcelona. Sota la presidència de Diego de la Llave, el naixement de la Societat Columbòfila de Catalunya va donar peu a la posterior creació de les de València i Múrcia i, el 7 de setembre de 1894, a la fundació de la Federación Colombófila Española. Malgrat que a Catalunya van sorgir altres societats columbòfiles com la Societat Columbòfila Missatgera Mataró (1894), el Grup Columbòfil Català (1902), la Societat Columbòfila la Paloma Sport (1926), la Societat Columbòfila Bètula Missatgera de Badalona (1930), i fins i tot el 1934 es va crear un precedent, durant la Segona República Espanyola, anomenat Agrupament Columbòfil d'Entitats Catalanes, la Federació Columbòfila Catalana de Coloms Missatgers, però, no va arribar fins al 17 de juny de 1935, quan va ser constituïda oficialment sota la presidència de Lluís Arimon. El mateix 1935 es va fundar la Societat Columbòfila Missatgera de Sants, però l'esclat el 18 de juliol de 1936 de la Guerra Civil Espanyola, malgrat que no va paralitzar l'activitat administrativa de la federació, que va funcionar amb una comissió gestora, sí que va afectar les aviades. I el mateix va passar després amb la Segona Guerra Mundial, que va provocar que les entitats dels països europeus afectats pel conflicte bèl·lic tampoc enviessin les seves aviades al territori espanyol entre 1939 i 1945. Malgrat això, entre 1940 i 1942 totes les societats catalanes van repoblar els seus colomars i van reiniciar de mica en mica la seva activitat. Una activitat que a partir de 1943 va quedar protegida en ser declarada la Real Federación Colombófila Española d'utilitat pública. En l'Espanya franquista, la columbofília depenia molt més de les autoritats militars que de les esportives. De fet, la Federació Columbòfila Catalana era considerada com una delegació de l'Espanyola, estava integrada dins de la IV Regió Militar i depenia del govern Militar malgrat que estava regulada per la Delegación Nacional de Deportes. I en virtut d'aquesta situació, els presidents de la Federació Columbòfila Catalana eren al mateix temps delegats de la Federació Espanyola en la IV Regió Militar. Aquesta dualitat i dependència de les autoritats militars va durar encara molts anys, fins i tot després de l'arribada de la democràcia i la creació del Consejo Superior de Deportes. Durant el franquisme, la Federació Columbòfila Catalana va ser la capdavantera de l'estat espanyol i Catalunya va acollir esdeveniments importants com el V Congrés Internacional i l'Olimpíada Columbòfila el 1955 o la I Exposició Nacional de 1966, just quan va canviar el seu nom pel de Federació Catalana d'Associacions de Coloms Missatgers durant tres anys. El 1982, ja traspassades les competències d'esport a la Generalitat de Catalunya, la Federació Columbòfila Catalana va recuperar l'entitat jurídica pròpia i Lluís Fernández de Retana, membre d'una família de gran trajectòria columbòfila, en va ser el seu primer president. Durant tots aquests anys, la columbofília catalana s'ha especialitzat en soltes de llarga distància i la federació i els seus afiliats han aconseguit els títols de campió d'Espanya en totes les modalitats i també dos títols de campió del món a càrrec de Carlos Márquez, que també ha estat president de la Federació Espanyola i de la Internacional, i un títol de campió d'Europa de Juan Montoya.

## Presidents

### Lluís Codina Arimon (1935-1936)
Va ser el primer president de la Federació Columbòfila Catalana, quan la seu estava situada al carrer Fernando de Barcelona. Va ocupar el càrrec un any. Durant la Guerra Civil (1936-1939) es va mantenir com a president d'una comissió gestora.
Membre fundador i primer president l'any 1926 del Club Columbòfil Missatgera Barcelona sota el nom de Societat Columbòfila la Paloma Sport, Domingo Fusté va presidir la Federació Columbòfila Catalana entre 1939 i 1940. És considerat el fundador de la Missatgera Barcelona perquè va presidir l'assemblea constitutiva i va ser elegit primer president d'aquesta entitat que va néixer el 26 de maig de 1926. Posseïdor d'un colomar al barri de Gràcia, durant els anys vint i trenta va participar en nombrosos concursos de coloms missatgers.

### Domingo Fusté Bessó (1939-1940)
Va ser el segon president de la Federació Columbòfila Catalana. Membre fundador i primer president el 1926 de la Societat Columbòfila la Paloma Sport. Posseïdor d'un colomar al barri de Gràcia, entre els anys 1920 i 1930 va participar en nombrosos concursos.

### Antoni Argullós Soler (1940-1942 i 1960-1966)
Tercer president de la Federació Columbòfila Catalana. Ho va ser en dues etapes diferents. President de la Societat Columbòfila Missatgera Barcelona durant 26 anys (1934 a 1960). Nascut a Barcelona, el doctor Argullós va morir a la mateixa ciutat el 6 de juliol de 1991, als 88 anys.matèria.

### Sebastià Cequiel Martínez (1942-1950)
Quart president de la Federació Columbòfila Catalana de Coloms Missatgers. Competidor actiu i guanyador de prestigiosos concursos.
El 1934 també va ser membre fundador de l'Agrupament Columbòfil d'Entitats Catalanes i, de 1945 a 1947, es va convertir en president en funcions de la Federació Espanyola després de la mort de José Antonio Estopiñá. Durant el seu mandat, a principis de 1948, la Federació Columbòfila Catalana va ser la primera de l'estat espanyol en divulgar l'afició als coloms missatgers a través d'un programa radiofònic a Ràdio Barcelona.

### Josep Maria Ferran Andreu (1951-1954 i 1966-1970)
Cinquè president de la Federació Columbòfila Catalana. En aquesta segona etapa, durant els anys 1966, 1967 i 1968, la Federació va canviar de nom i va passar a denominar-se Federació Catalana d'Associacions de Coloms Missatgers perquè la Real Federación Colombófila Española també havia canviat el seu nom pel de Real Federación Española de Asociaciones de palomas mensajeras. Competidor, organitzador, directiu i jutge internacional, Josep Maria Ferran va ser també un gran divulgador del món dels coloms missatgers publicant, el 1973, un llibre sota el títol Els coloms missatgers.

### Joan Boix Iglesias(1954-1956)
Sisè president de la Federació Columbòfila Catalana. Durant la seva etapa de president la ciutat de Barcelona va acollir, del 4 al 6 de febrer de 1955, el cinquè Congrés Internacional Columbòfil i l'Olimpíada Columbòfila en la que van participar representants de 20 països.

### Francesc Spa Tuñí (1956-1960)
Setè president de la Federació Catalana de Coloms Missatgers. Nascut a Mataró i metge de professió, el doctor Francesc Spà va ser un destacat columbòfil i va guanyar molts concursos durant la seva vida esportiva. Va ser president de la Societat Columbòfila de Mataró. La dinastia columbòfila va seguir amb el seu fill Miquel Spà Serra.

### Enric Sos Masgoumiery (1970-1982)
Vuitè president de la Federació Columbòfila Catalana de Coloms Missatgers. Durant deu anys, entre 1960 i 1970, va ser president de la Reial Societat Columbòfila de Catalunya. En la seva faceta de competidor, els coloms sorgits del seu colomar van guanyar diversos campionats d'Espanya, tant a nivell individual com formant societat amb Antoni Carrión. Aquesta circumstància el va portar a participar en l'Olimpíada Internacional Columbòfila que es va celebrar a Ostende (Bèlgica) representant a Espanya. Va ser president de la Comissió Nacional de Jutges.

### Lluís Fernández de Retana Illas (1982-1994)
Novè president de la Federació Catalana de Coloms Missatgers. Va ser el primer president de la Federació amb entitat jurídica pròpia després del franquisme. Sota el seu mandat, el 1983, la seu social de la Federació es trasllada del carrer Ferran de Barcelona al carrer Torre Vélez de Barcelona, es compra una casa amb planta baixa i pis on es fan engabiaments, subhastes i reunions columbòfiles. Fill de Lluís Fernández de Retana García, columbòfil i president de la Societat Columbòfila Missatgera Barcelona entre 1960 i 1966. Va viure el món dels coloms des que va néixer el 6 de març de 1946 a Barcelona i el 1996 es va convertir també en president del mateix club que el seu pare. En el seu palmarès esportiu figuren molts campionats d'àmbit social, de Catalunya i de l'Estat i els seus coloms han participat en diverses Olimpíades Internacionals.

### Víctor Gallemí Marí (1995-2006)
Desè president de la Federació Catalana de Coloms Missatgers. Sota la seva presidència, la Federació Columbòfila Catalana va afrontar un nou canvi de domicili, aquest cop a una nau industrial situada al Passatge del Taulat, 7 de Barcelona. També va ser president durant molts anys del Club Columbòfil de Sants. Com a esportista els seus coloms han guanyat nombrosos premis i campionats de Catalunya i d'Espanya.

### Josep Maria Corona Fayos (2006-2018)
Onzè president de la Federació Catalana de Coloms Missatgers. Nascut a Terrassa el 7 de març de 1943. Als 16 anys es va iniciar en el món dels coloms missatgers a Terrassa, on va ingressar el 1959 al Club Columbòfil Egarenc del que va ser president en dues etapes, de 1975 a 1979 i de 1988 a 1999.
Sota la seva presidència es va canviar la forma de transportar els coloms al punt de solta en ferrocarril pel transport en camió i també es van organitzar els actes del 75 aniversari de la FCCCM.
Va ser president del Club Columbòfil Català quan aquest es va constituir el 1977 i també el màxim dirigent de l'Associació Íbero-llatinoamericana de columbòfils (AILAC) entre 1994 i 1996. President de Reial Club Columbòfil de Catalunya. Com a columbòfil ha guanyat diverses competicions d'àmbit estatal i de Catalunya.

### Xavier Freixas Zendrera (2018-  )
Dotzè president de la Federació Catalana de Coloms Missatgers. Es va iniciar en la columbofília a l'any 1971 amb 14 anys. Deixeble avantatjat del gran columbòfil Antoni Jiménez Serrano de Tiana.
Ha estat president del Club Columbòfil de Tiana.
President del Club Columbòfil Bètula Missatgera de Badalona des de l'any 2001. Bon coneixedor del colom missatger. Ha guanyat primers premis de tot tipus de soltes i nombrosos campionats de Catalunya i d'Espanya. Els seus coloms han participat i participen en diferents Olimpíades Internacionals.
Amant del gran fons, ha guanyat dues vegades a nivell de la Federació Catalana el 1r premi de la solta maratoniana de Lisboa, amb els seus més de 1.000 km. Els anys 1999 i 2007  va tenir el rècord copant els primers llocs obtenint la classificació general: 1r, 2n i 4t.